# Steward Ceus
Steward Ceus (ur. 26 marca 1987 w West Haverstraw) – haitański piłkarz amerykańskiego pochodzenia występujący na pozycji bramkarza, zawodnik New York Cosmos. W latach 2010–2017 reprezentant Haiti. 

## Życiorys

### Kariera klubowa
Wychowanek Albany Great Danes. W swojej karierze grał w takich zespołach jak Colorado Rapids (Major League Soccer, MLS draft), Charlotte Eagles (USL Second Division, wypożyczenie), Närpes Kraft Fotbollsförening (Kakkonen, Finlandia), Atlanta Silverbacks (NASL), Minnesota United, San Francisco Deltas i Colorado Springs Switchbacks FC (USL Championship). 
24 lipca 2020 podpisał kontrakt z amerykańskim klubem New York Cosmos.

### Kariera reprezentacyjna
W reprezentacji Haiti zadebiutował 2 listopada 2010 na stadionie Manny Ramjohn Stadium (Marabella, Trynidad i Tobago) w zremisowanym 0:0 meczu kwalifikacyjnym do Pucharu Karaibów w piłce nożnej 2010 przeciwko Gujanie. Znalazł się w kadrze na Copa América 2016.